# Сльнява
Сльня́ва (словац. Sĺňava — в переводе солнечно) — водохранилище на реке Ваг в восточной части района Пьештяни Трнавского края на западе Словакии. Расположено у южной окраины города Пьештяни.
Имеет площадь 4,3 км², длину 6,4 км, ширину 2 км. Объём до 12 120 000 м³ воды.

## Расположение
Водохранилище расположено на высоте 157,9 м над уровнем моря в северной части Дунайской низменности у подножия гор Поважски-Иновец, между городом Пьештяни и посёлком Драговце.

## История
Водохранилище является частью гидротехнического сооружения «Драговце-Мадунице». Возникло при строительстве плотины в местечке Драговце на реке Ваг. Строилось в период между 1956 и 1959 годами на месте пойменных лесов, нив и мёртвых рукавов реки Ваг. С 1980 года часть водохранилища начиная от Краевого моста объявлена охраняемой научной зоной площадью 399 га. Своё название водохранилище получило по большому количеству солнечных дней в году на этой территории.

## Описание

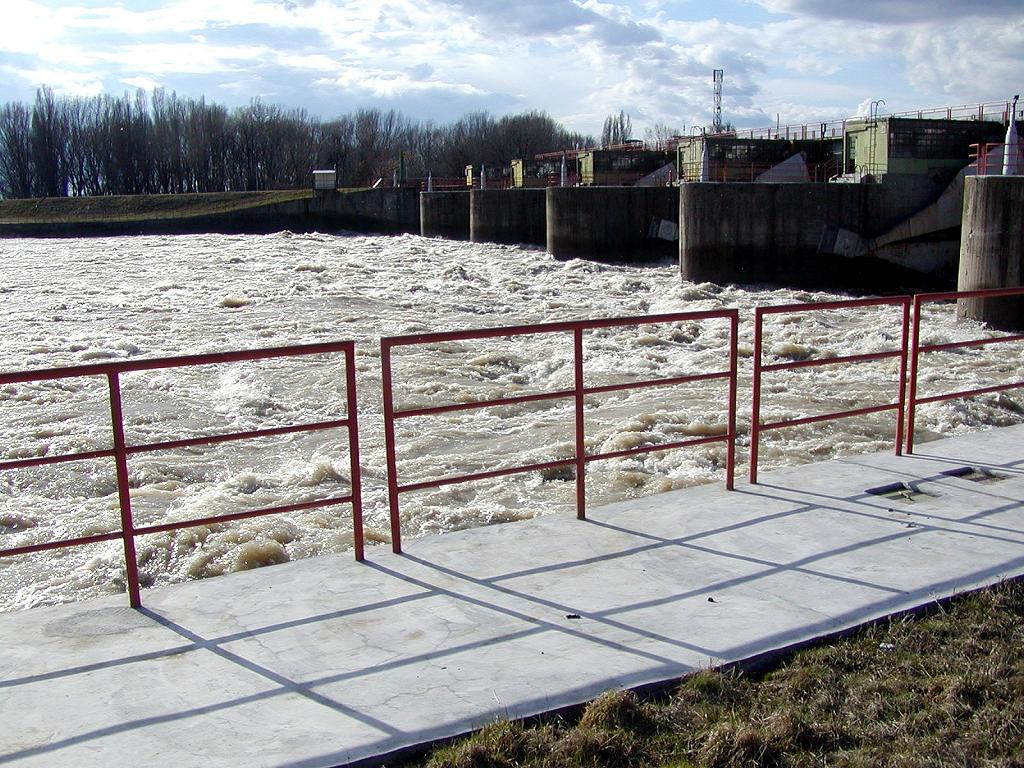
Бурная река Ваг у плотины

На водохранилище находится станция для любителей водных лыж (у села Ратновце), пристань, а также искусственно созданный остров «Чайка», ставший гнездовьем больших колоний речной крачки и многих видов чаек. Это также место зимовки редких арктических и теплолюбивых птиц. Акватория является важным местом отдыха водоплавающих птиц в период весенней и осенней миграции через Поважье. Водохранилище Слнява включено в список редких мест обитания птиц в Европе.
Водохранилище также используется как место хранения воды для АЭС Ясловских Богуниц. Круизные теплоходы в направлении Слнявы отправляются от причала, расположенного у Колоннадного моста в центре города Пьештяны. Вокруг плотины построена двенадцати километровая асфальтовая дорога для пешеходов и велосипедистов.